# Улица Коротченко (Казань)
Улица Коротченко (тат. Коротченко урамы, Korotçenko uramı) — улица в Вахитовском районе Казани.

## География
Пересекается со следующими улицами:
- улица Ташаяк[вд]
- улица Рустема Яхина

## История
Улица возникла не позднее первой половины XIX века.
До революции 1917 года носила название 1-я Мокрая улица, по расположение в историческом районе Мокрая слобода и относилась к 2-й полицейской части.
В 1872 году на Мокрой улице недолгое время работала основанная Каюмом Насыри первая в Казани школа для мусульман (татар) с русским языком обучения.
В 1910 году на улице находилось 9 домовладений.
27 января 1926 года была названа улицей Коротченко в честь одного из участников забастовки железнодорожников на станции Казань в 1905 году.

## Примечательные объекты
- № 2 — жилой дом Казанского отделения ГЖД[9].
- № 8 (снесён) — жилой дом треста «Казтрансстрой»[10].
- № 26/6 — Соболевские номера; в здании в годы Первой мировой войны располагался госпиталь Всероссийского земского союза[11].